# 富岡町
富岡町（日语：／ Tomioka machi */?）是位于福島縣双葉郡的一町。東京電力福島第二核電廠位于該地。